# Вылков, Автоном Иванович
Автоном Иванович Вылков (11 августа 1876, село Баурчи, Бендерский уезд, Бессарабская губерния — 1952, Бухарест) — протоиерей Православной Церкви, настоятель Свято-Георгиевского храма в Кишинёве (1921–1938).

## Биография
Родился в семье псаломщика.
Окончил Кишинёвское духовное училище (1893) и Кишинёвскую духовную семинарию (1900), учился в Киевской духовной академии (1900–1903), позже окончил её как кандидат богословия (1912).
Обвенчан с дочерью священника Юлией Андреевной Дынгой, их дети: Василий, Николай, Пётр, Владимир, Наталия.
Иерей в Иоанно-Предтеченском соборе, председатель контрольной комиссии в свечной лавке, законоучитель в средней церковно-приходской школе села Комрат Бендерского уезда (1903).
Иерей в Спасо-Преображенском соборе города Болград, законоучитель в мужской гимназии (1906–1910), награждён набедренником и скуфьей (1907).
Сверхштатный  священник в храме святого Андрея при 1-й мужской гимназии в Кишинёве, законоучитель в ней, коммерческом училище А. И. Скородинского (1912), женской гимназии Бессарабского земства (1913) и Учительском институте (1915). Награждён камилавкой (1916). Делегат Всероссийского съезда духовенства и мирян (1917). 
В 1917 году член Поместного собора Православной российской церкви по избранию как клирик от Кишинёвской епархии, участвовал в 1-й сессии, член III, XV отделов.
В ноябре 1917 года вернулся в Кишинёв. С 1918 года протоиерей, награждён наперсным крестом и палицей.
В 1919 году член  контрольной комиссии Высшего епархиального комитета, с сентября ключарь храма святителя Николая Чудотворца в селе Баурчи.
В 1920–1932 годах член Кишинёвской духовной консистории, председатель церковного суда.
В 1921–1938 годах настоятель Свято-Георгиевского храма в Кишинёве, законоучитель в лицее для девочек им. Н. Дадиани, член комиссии по  разработке  «Регламента духовной  академии», член Кишинёвского  историко-археологического  общества, Бессарабского  братства  преподавателей  религии и Кишинёвского Христорождественского братства.
С 1922 года ставрофорный эконом.
В 1920-х годах создал с сыновьями футбольный  клуб «Viteazul».
В 1938 году вышел на пенсию. В 1944 году переехал в Бухарест.
Похоронен на бухарестском кладбище Святой Пятницы.

## Сочинения
- Письмо к Ф. И. Титову // ИР НБУВ. Ф. 175. Д. 1328. Л. 1–2.
- Воспоминания // НА Республики Молдова. Ф. 2983. Оп. 1. Д. 18.
- Основные принципы религиозного обучения; Дидактический принцип религиозного обучения // Кишинёвские епархиальные ведомости.
- Религиозное обучение по В. А. Лаю // Вестник воспитания. 1913. № 4.
- Законоучитель в деле культурно-исторического призвания России; Художественный метод Шаррельмана в деле религиозного обучения; К вопросу о современной постановке Закона Божия в средней школе; Значение личности в деле религиозного обучения; Значение вербализма в деле религиозного обучения; Религиозное обучение в школе в связи с существующими в обществе течениями мысли; О методе религиозного обучения; По России // Законоучитель. 1913–1917. № 3, 8–10, 19, 34, 52, 68, 83.
- Телеграмма; Динамический метод в деле религиозного обучения // Кишинёвские епархиальные ведомости. 1914. № 2. С. 73; № 26.
- Поучение на 25 декабря; К предстоящему Всероссийскому законоучительскому съезду в Петрограде; Закон Божий на Всероссийском съезде духовенства и мирян // Кишинёвские епархиальные ведомости. 1917. № 1/2, 26–28.